# Sergueï Podpaly
Sergueï Ivanovitch Podpaly (en russe : Сергей Иванович Подпалый) est un footballeur international et entraîneur de football russe né le 13 septembre 1963 à Kiev.

## Biographie

### Carrière de joueur
Natif de Kiev, Sergueï Podpaly intègre notamment le centre de formation du Dynamo Kiev au cours de sa jeunesse, bien qu'il n'entre jamais dans l'équipe première. Il part en 1983 pour rallier le Geolog Tioumen avec qui il fait la même année ses débuts en troisième division soviétique à l'âge de 19 ans. Il porte par la suite les couleurs du club jusqu'en 1987, cumulant ainsi 146 matchs joués et 13 buts marqués durant cette période.
Transféré au Zénith Léningrad en 1988, Podpaly fait par la même occasion ses débuts dans la première division où il joue son premier match le 10 mars 1988 contre le Dynamo Moscou. Il marque ensuite son premier but dans l'élite neuf jours plus tard contre le Dinamo Tbilissi lors d'une victoire 5-4. En début d'année 1989, il rejoint le Chakhtior Donetsk mais fait très vite son retour au Zénith durant l'été, disputant dans la foulée ses premières rencontres dans la Coupe UEFA. Tandis que le club est relégué en deuxième division à la fin de la saison 1989, il reste par la suite une année avant de s'en aller en raison d'un conflit avec le nouvel entraîneur Iouri Morozov.
Après être revenu brièvement au Geolog Tioumen pour le début d'exercice 1991, il rejoint le Lokomotiv Moscou durant l'été 1991 et prend part aux premières années de l'équipe dans le nouveau championnat russe entre 1992 et 1994, devenant notamment capitaine de l'équipe. Cette période le voit notamment connaître une brève carrière au sein de l'équipe nationale russe de Pavel Sadyrine, avec qui il joue deux matchs le 16 août 1992 puis le 2 février 1994, à chaque fois contre le Mexique.
Après un bref passage à l'étranger dans le club israélien de l'Hapoël Haïfa en fin d'année 1994, Podpaly passe la saison 1995 sous les couleurs du Dynamo Moscou, avec qui il remporte son unique titre en gagnant la coupe de Russie contre le Rotor Volgograd en tant que capitaine. Il rejoint l'année suivante le Dinamo Stavropol avant d'effectuer un troisième passage à Tioumen entre les étés 1997 et 1998. Il termine ensuite l'année 1998 au Lokomotiv Nijni Novgorod puis passer deux saisons au Torpedo-ZIL Moscou pour finalement terminer sa carrière sous les couleurs du FK Homiel durant l'été 2001 après s'être vu proposer la direction de l'équipe première, raccrochant ainsi les crampons à l'âge de 38 ans.

### Carrière d'entraîneur
Prenant donc la tête du FK Homiel dans la foulée de sa fin de carrière au mois de septembre 2001, Podpaly amène dans un premier temps l'équipe à la sixième place du championnat biélorusse en fin d'année. Il remporte dès l'année suivante son premier titre d'entraîneur en gagnant la coupe de Biélorussie au mois de mai 2002 avant d'enchaîner l'année suivante sur une victoire en championnat,, ces deux trophées constituant les premiers titres de l'histoire du club. Il atteint par la suite une nouvelle fois la finale de la coupe en mai 2004, cette fois perdue contre le Chakhtior Salihorsk avant d'être renvoyé un mois plus tard après un mauvais début de saison 2004. Il termine ensuite l'année au Torpedo Minsk qu'il amène en sixième position avant de s'en aller après la faillite du club.
Il fait son retour en Russie au mois de décembre 2004 pour prendre la direction du Nosta Novotroïtsk. Sous ses ordres, l'équipe parvient à remporter la zone Oural-Povoljié du troisième échelon russe en 2006 et se maintient par la suite pendant deux ans en deuxième division, atteignant notamment la cinquième position en 2008. Après de mauvais débuts lors de la saison 2009, il est démis de ses fonctions au début du mois de juin.
Devenant ensuite consultant au FK Tioumen pour le reste de l'année 2009, il prend par la suite la tête de l'équipe dans le cadre de l'exercice 2010, l'amenant à la deuxième place de son groupe avant de s'en aller en fin de saison. Appelé ensuite à la tête du club letton du FK Ventspils en début d'année 2011, Podpaly amène notamment l'équipe au doublé coupe-championnat pour sa première année. Il quitte cependant son poste peu de temps après durant le mois de mai 2012 après un mauvais début de saison.
Podpaly devient en début d'année 2013 directeur exécutif au Saliout Belgorod. Il n'occupe cependant ce rôle que quelques mois avant de prendre la tête du Mordovia Saransk dès le mois de juillet. Son passage y est encore plus bref, car il est démis de ses fonctions après seulement un mois au début du mois d'août. Il fait quelques semaines plus tard son retour au Saliout Belgorod en tant qu'entraîneur principal, poste qu'il occupe jusqu'à la dissolution du club au mois de février 2014.
Inactif par la suite pendant près de quatre ans, Podpaly reprend brièvement du service en devenant entraîneur adjoint de Marek Zub (en) au Chakhtior Salihorsk entre janvier et avril 2018. Il est nommé à la tête du Khimik-Arsenal Novomoskovsk en juillet 2019, restant une année au club avant d'être appelé à diriger l'Arsenal Toula au début du mois de juillet 2020 en remplacement d'Igor Tcherevtchenko pour le reste de l'exercice 2019-2020. Vainqueur de trois des cinq rencontres qu'il dirige, il amène finalement l'équipe à la huitième place et est alors prolongé pour la saison suivante. Il ne reste cependant en poste que quelques mois de plus avant d'être renvoyé dès le début du mois de novembre tandis que le club lutte pour son maintien après un mauvais début de saison 2020-2021.
Il retrouve en janvier 2021 la tête du Khimik-Arsenal Novomoskovsk avec qui il finit par la suite huitième de son groupe de troisième division. Au début du mois de juillet 2021, le club est relocalisé à Toula et prend le nom Arsenal-2, tandis que Podpaly est maintenu à la tête de l'équipe. Il finit cependant par quitter ses fonctions quelques mois plus tard à la fin octobre, bien qu'il conserve un poste dans l'organigramme de l'Arsenal.

## Statistiques

### Statistiques de joueur
| Saison                | Club                     | Championnat           | Championnat | Championnat | Coupe(s) nationale(s) | Coupe(s) nationale(s) | Compétition(s) continentale(s) | Compétition(s) continentale(s) | Compétition(s) continentale(s) | Total | Total |
| Saison                | Club                     | Division              | M.          | B.          | M.                    | B.                    | Comp.                          | M.                             | B.                             | M.    | B.    |
| 1983                  | Geolog Tioumen           | D3                    | 26          | 0           | -                     | -                     | -                              | -                              | -                              | 26    | 0     |
| 1984                  | Geolog Tioumen           | D3                    | 23          | 0           | 3                     | 0                     | -                              | -                              | -                              | 26    | 0     |
| 1985                  | Geolog Tioumen           | D3                    | 30          | 4           | 2                     | 0                     | -                              | -                              | -                              | 32    | 4     |
| 1986                  | Geolog Tioumen           | D3                    | 28          | 3           | 2                     | 1                     | -                              | -                              | -                              | 30    | 4     |
| 1987                  | Geolog Tioumen           | D2                    | 30          | 5           | 2                     | 0                     | -                              | -                              | -                              | 32    | 5     |
| Sous-total            | Sous-total               | Sous-total            | 137         | 12          | 9                     | 1                     | -                              | -                              | -                              | 146   | 13    |
| 1988                  | Zénith Léningrad         | D1                    | 24          | 2           | 5                     | 0                     | -                              | -                              | -                              | 29    | 2     |
| 1989                  | Chakhtior Donetsk        | D1                    | 14          | 1           | 5                     | 2                     | -                              | -                              | -                              | 19    | 3     |
| 1989                  | Zénith Léningrad         | D1                    | 8           | 0           | -                     | -                     | C3                             | 4                              | 0                              | 12    | 0     |
| 1990                  | Zénith Léningrad         | D2                    | 37          | 0           | 3                     | 0                     | -                              | -                              | -                              | 40    | 0     |
| 1991                  | Geolog Tioumen           | D2                    | 20          | 7           | -                     | -                     | -                              | -                              | -                              | 20    | 7     |
| Sous-total            | Sous-total               | Sous-total            | 103         | 10          | 13                    | 2                     | -                              | 4                              | 0                              | 120   | 12    |
| 1991                  | Lokomotiv Moscou         | D1                    | 7           | 0           | 2                     | 1                     | -                              | -                              | -                              | 9     | 1     |
| 1992                  | Lokomotiv Moscou         | D1                    | 21          | 4           | 4                     | 2                     | -                              | -                              | -                              | 25    | 6     |
| 1993                  | Lokomotiv Moscou         | D1                    | 33          | 7           | 2                     | 0                     | C3                             | 2                              | 0                              | 37    | 7     |
| 1994                  | Lokomotiv Moscou         | D1                    | 11          | 0           | 1                     | 0                     | -                              | -                              | -                              | 12    | 0     |
| Sous-total            | Sous-total               | Sous-total            | 72          | 11          | 9                     | 3                     | -                              | 2                              | 0                              | 83    | 14    |
| 1994-1995             | Hapoël Haïfa             | D1                    | 4           | 0           | -                     | -                     | -                              | -                              | -                              | 4     | 0     |
| 1995                  | Dynamo Moscou            | D1                    | 26          | 1           | 4                     | 0                     | C2                             | 3                              | 0                              | 33    | 1     |
| 1996                  | Dynamo Moscou            | D1                    | 1           | 0           | -                     | -                     | C2                             | 1                              | 0                              | 2     | 0     |
| 1996                  | Dinamo Stavropol         | D2                    | 18          | 1           | -                     | -                     | -                              | -                              | -                              | 18    | 1     |
| 1997                  | Dinamo Stavropol         | D2                    | 8           | 0           | -                     | -                     | -                              | -                              | -                              | 8     | 0     |
| 1997                  | FK Tioumen               | D1                    | 15          | 3           | -                     | -                     | -                              | -                              | -                              | 15    | 3     |
| 1998                  | FK Tioumen               | D1                    | 10          | 1           | -                     | -                     | -                              | -                              | -                              | 10    | 1     |
| 1998                  | Lokomotiv Nijni Novgorod | D2                    | 18          | 0           | -                     | -                     | -                              | -                              | -                              | 18    | 0     |
| 1999                  | Torpedo-ZIL Moscou       | D2                    | 26          | 0           | 1                     | 0                     | -                              | -                              | -                              | 27    | 0     |
| 2000                  | Torpedo-ZIL Moscou       | D2                    | 6           | 0           | 1                     | 0                     | -                              | -                              | -                              | 7     | 0     |
| 2001                  | FK Homiel                | D1                    | 12          | 0           | 2                     | 0                     | -                              | -                              | -                              | 14    | 0     |
| Sous-total            | Sous-total               | Sous-total            | 144         | 6           | 8                     | 0                     | -                              | 4                              | 0                              | 156   | 6     |
| Total sur la carrière | Total sur la carrière    | Total sur la carrière | 456         | 39          | 39                    | 6                     | -                              | 10                             | 0                              | 505   | 45    |

### Statistiques d'entraîneur
| FK Homiel                   | 15 septembre 2001 | 26 juin 2004     | 96  | 58  | 18  | 20  | 60,4 |
| Torpedo Minsk               | 7 juillet 2004    | 20 décembre 2004 | 18  | 5   | 6   | 7   | 27,8 |
| Nosta Novotroïtsk           | 21 décembre 2004  | 2 juin 2009      | 170 | 82  | 50  | 38  | 48,2 |
| FK Tioumen                  | 26 décembre 2009  | 31 octobre 2010  | 27  | 16  | 6   | 5   | 59,3 |
| FK Ventspils                | 19 janvier 2011   | 16 mai 2012      | 55  | 36  | 7   | 12  | 65,5 |
| Mordovia Saransk            | 23 juin 2013      | 8 août 2013      | 7   | 5   | 0   | 2   | 71,4 |
| Saliout Belgorod            | 24 août 2013      | 26 février 2014  | 17  | 5   | 5   | 7   | 29,4 |
| Khimik-Arsenal Novomoskovsk | 8 juillet 2019    | 1er juillet 2020 | 17  | 7   | 5   | 5   | 41,2 |
| Arsenal Toula               | 2 juillet 2020    | 2 novembre 2020  | 20  | 8   | 4   | 8   | 40,0 |
| Khimik-Arsenal Novomoskovsk | 26 janvier 2021   | 7 juillet 2021   | 15  | 5   | 4   | 6   | 33,3 |
| Arsenal-2 Toula             | 8 juillet 2021    | 28 octobre 2021  | 14  | 5   | 2   | 7   | 35,7 |
| Total                       | Total             | Total            | 456 | 232 | 107 | 117 | 50,9 |

## Palmarès
| Dynamo Moscou - Coupe de Russie (1) : - Vainqueur : 1995.                                                                            | \| FK Homiel - Championnat de Biélorussie (1) : - Champion : 2003. - Coupe de Biélorussie (1) : - Vainqueur : 2002. - Finaliste : 2004. \| FK Ventspils - Championnat de Lettonie (1) : - Champion : 2011. - Coupe de Lettonie (1) : - Vainqueur : 2011 (en). \| |
| FK Homiel - Championnat de Biélorussie (1) : - Champion : 2003. - Coupe de Biélorussie (1) : - Vainqueur : 2002. - Finaliste : 2004. | FK Ventspils - Championnat de Lettonie (1) : - Champion : 2011. - Coupe de Lettonie (1) : - Vainqueur : 2011 (en). |